# Resolució 169 del Consell de Seguretat de les Nacions Unides
La Resolució 169 del Consell de Seguretat de les Nacions Unides, aprovada el 24 de novembre de 1961, va desacreditar les activitats secessionistes a l'estat de Katanga, així com l'acció armada contra les forces de les Nacions Unides i va insistir que aquestes activitats cessessin. El consell va autoritzar al Secretari General de les Nacions Unides a prendre les mesures necessàries per a detectar i expulsar de manera immediata tot el personal militar estranger, el personal paramilitar i mercenaris no de l'ONU i va demanar que el secretari general adopti totes les mesures necessàries per evitar el seu retorn. A continuació, el Consell va demanar a tots els estats membres que ajudin al Govern de la República del Congo i que evitin qualsevol acció que pugui contribuir al conflicte allí.
La resolució es va aprovar amb nou vots contra cap; França i el Regne Unit es van abstenir.